# Due strani papà
Due strani papà è un film italiano del 1984, diretto da Mariano Laurenti.

## Trama
Roma. Alberto e Franco dividono insieme i locali di una "casa per l'infanzia" disabitata da tempo; Alberto, che lì è cresciuto, continua a travestirsi da suora per far credere la casa ancora attiva, mentre Franco bellimbusto e rubacuori, spende tutti i soldi che ha (e anche quelli che non ha) per mantenere la sua lussuosa auto. I due vivacchiano di scommesse e di gioco, finché un giorno davanti alla loro casa viene abbandonato un bambino di colore. Dopo i primi tentativi di disfarsene, i due finiscono per affezionarsi a lui e cominciano a preoccuparsi della sua educazione, e Franco, addirittura, vende la macchina. Ma, quando il piccolo arriva a sei anni, il prete della scuola scopre lo strano "ménage" e, per evitare che i due "papà" perdano il piccolo, consiglia loro di sposarsi, per poi chiedere l'adozione. Alberto e Franco, ciascuno all'insaputa dell'altro, cercano di stringere i tempi per convolare a giuste nozze ma si trovano davanti alla stessa chiesa, lo stesso giorno e la stessa ora, entrambi per sposarsi; le due nubende, però, che capiscono che per i due il matrimonio è il solo mezzo di tenere il piccolo con loro, rifiutano di sposarsi, e vanno via, lasciando Alberto e Franco a litigare davanti alla chiesa.

## Curiosità
- Il film è girato in gran parte in una villa abbandonata sulla Tiburtina (Villa Fassini).
- Maurizio Mattioli compare completamente coperto dalla vita in su, per nascondere la frattura al braccio sinistro.
- Pippo Franco e Franco Califano erano già apparsi insieme in un cameo nel film Appuntamento a Ischia.
- Secondo quanto raccontato in un'intervista per Stracult dal co-sceneggiatore del film Giancarlo Magalli, all'uscita, il film ebbe una buona accoglienza da parte della critica ma fu immediatamente ritirato dalle sale perché Califano fu arrestato per possesso di droga. Dopo alcuni anni di oblio, il film fu riscoperto ma mai trasmesso su emittenti di rilevanza nazionale ; in una seconda intervista su Due strani papà, rilasciata da Pippo Franco (co-protagonista della pellicola) alla tv romana T9, l'attore racconta al giornalista Emanuele Carioti che il film restò in sala per un giorno o due e venne ritirato a causa delle vicende giudiziarie di Franco Califano; Pippo Franco, nella stessa intervista, realizzata il 13 dicembre 2013 e reperibile facilmente su internet, racconta che la produzione del film fu l'unica di quel periodo ad essere interrotta per un considerevole lasso di tempo, a causa di un'improvvisa "mancanza di fondi" poi fortunosamente reperiti per terminare, seppur in ritardo, la pellicola; infine si apprende che il film venne riscoperto (come Febbre da cavallo) non tanto per il mercato home video (oltretutto non venne mai pubblicato su supporti audiovisivi) ma per la trasmissione sulle emittenti locali di tutta Italia.
- Vi sono delle attinenze con un film americano del 1948: La legge del cuore. A New York tre uomini, di tre religioni diverse, trovano una neonata abbandonata in un cesto e decidono di crescerla insieme. Un giorno  la maestra della ragazzina, dubitando della famiglia di lei, va a trovarla  e scopre la presenza di questi tre padri. Il giudice deciderà che la ragazzina verrà adottata dal primo dei tre che si sposerà.

## Colonna sonora
La sigla iniziale del film è Ragazzo mio di Franco Califano, Giampiero Artegiani e Marcello Marrocchi, cantata da Franco Califano; il brano è contenuta nell'album Io per amarti, uscito nel 1983. Durante il film si sente anche Chi chi chi co co co, cantata invece da Pippo Franco.

## Distribuzione
La pellicola è stata distribuita nelle sale cinematografiche italiane il 31 marzo del 1984.